# 不丹經濟
不丹是世界最小及落後的經濟體系之一，以農業及林業為主（但由於不丹政府以保護林木為理由，所以不丹的林業規模並不大）。農業及林業提供了90%不丹人口的生計，並且占不丹國民生產毛額的40%。農業主要是以自給農業與畜牧業組成。崎嶇不平的山地構成不丹國土的絕大部分，造成進行道路建設及其他基礎建設的困難及費用昂貴。由於與印度之間堅固的貿易與貨幣連結，不丹經濟與印度經濟緊密結合。不丹工業的技術落後，最多僅有農舍式的產業。大部分的發展計畫，例如道路建築，依賴印度移民的人力。
不丹在六十年代前，是沒有貨幣制度。六十年代前的不丹人民都是使用以物易物這種古老的方式來進行交易。由於不丹位處喜瑪拉雅山脈，地勢崎嶇，所以其農業發展規模很小。能栽種的農作物之種類亦非常少。不丹人民通常都會製造佛幡，米紙這類的簡單製品來售賣。同時亦會畜養牛，羊等畜類動物。
由於不丹政府限制一切會污染環境的工業，所以不丹並沒有印刷業。所有文本都會被運到印度進行印刷。